# Grabensystem
Als Grabensystem wird in den Geowissenschaften  eine zusammenhängende geologische Schwächezone der Erdkruste bezeichnet, die zu einem gänzlichen oder teilweisem Einsinken der Erdkruste führt.
Diese Senkungen – die oft auch mit großen Sedimentbecken in Verbindung stehen – können offen zutage liegen, aber im Laufe der Erdgeschichte auch mit Sedimenten oder durch spätere Tektonik zugedeckt sein.
Auf der Erde und am Mars sind Gräben vor allem an jenen Stellen zu finden, wo zwei großräumige Lithosphären-Platten aneinandergrenzen (oder -gegrenzt haben) – z. B. bei den Tiefseegräben der Erde oder den Valles Marineris auf dem Mars. Diese Platten können aufeinander zudriften oder sich auseinanderbewegen; im ersten Fall kommet es meist zu Gebirgsauffaltungen, im zweiten zu Senkungen und Grabenbildungen.
Wenn ein Kontinent durch großtektonische Vorgänge auseinanderbricht, stellt die langsame Bildung von Gräben in der Lithosphäre das erste Stadium dieser meist Jahrmillionen dauernden Vorgänge dar. Auf der Erde können so unter anderem neue Ozeanbecken entstehen.
Auf der Erde ist eines der größten Grabensysteme in Afrika zu finden, allerdings nicht am heutigen Kontinentalrand, sondern quer durch Ostafrika verlaufend. Das Ostafrikanische Grabensystem ist ein Teil des Großen Afrikanischen Grabenbruchs, der sich vom Libanon bis Mosambik erstreckt. Erdgeschichtlich hängt mit ihm wahrscheinlich auch der Oberrheingraben in Südwestdeutschland zusammen; ein weiteres markantes Beispiele auf der Erde ist der Jordangraben.
Auf der fast gleich großen Venus hat man bis jetzt noch keine klaren Merkmale von Plattentektonik gefunden.
Der viel kleinere Mars hingegen hat im Valles Marineris das vermutlich größte Grabensystem des Planetensystems. Das riesige, hunderte km breite und stark zerklüftete Tal würde mit über 4000 km Länge von Gibraltar bis Moskau reichen.
Auch auf anderen Planeten kann es Grabensysteme geben, wie man seit den Erfolgen Raumfahrt und der modernen Sensorik bzw. des astronomischen Remote Sensing weiß. Ob größere Monde ebenfalls solche Strukturen aufweisen können, hängt von ihrem vorherrschenden Gestein und seiner Dichte ab.